# NGC 2962
NGC 2962 (другие обозначения — UGC 5167, MCG 1-25-11, ZWG 35.28, PGC 27635) — линзообразная галактика (SB0) в созвездии Гидра.
Этот объект входит в число перечисленных в оригинальной редакции «Нового общего каталога».
В галактике вспыхнула сверхновая SN 1995D типа Ia, её пиковая видимая звездная величина составила 14,0.
Галактика NGC 2962 входит в состав группы галактик NGC 2962. Помимо NGC 2962 в группу также входят NGC 2966 и UGC 5107.